# Сабеи
Сабеите (на латински: sabaei; на гръцки: Σαβαίοι) са древен народ, населявал югозападната част на Арабския полуостров, земите на днешен Йемен. В асирийските анали сабеите се споменават към 730 г. пр.н.е. В старозаветната литература са споменавани основно като търговци на тамян. Древните гърци също познават сабеите като търговци на тамян и миро. Страбон даже споменава веднъж и столицата им Мариб. В представите на римляните сабеите минават за най-заможния народ в Арабия. През III пр.н.е. Ератостен прави описание на Южна Арабия и съобщава, че е обитавана от четири народа. Съвременните изследователи ги отъждествяват с племенните групи на сабейци, минейци, катабани и хадрамити.

## Сабейско царство
Сабейското царство е първото държавно образувание, регистрирано в този район. Главната резиденция на неговите царе е Мариб, разположен на изток от днешна Сана, на ръба на пустинята. Сабейският владетел се нарича мукариб (обединител) и подсказва за наличието на няколко племенни групи или общности в царството. Асирийски извори съобщават за сабейски владетели още през VIII и VII век пр.н.е., а в Стария завет е запазен споменът за Савската царица. След I век от н.е. царството изпада в криза и води изтощителни войни с елинизираните владетели на Авшан:с. 323.